# Johann Kautsky

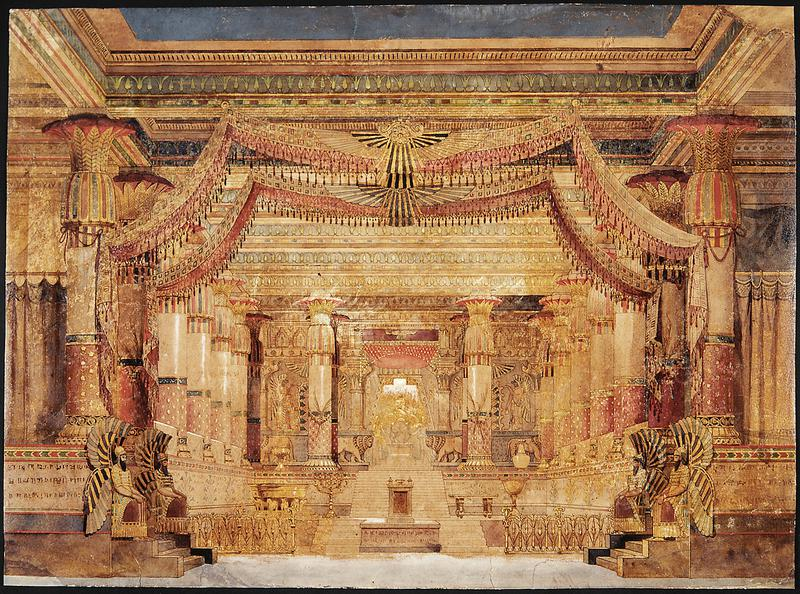
Bühnenbild zur Oper Die Königin von Saba

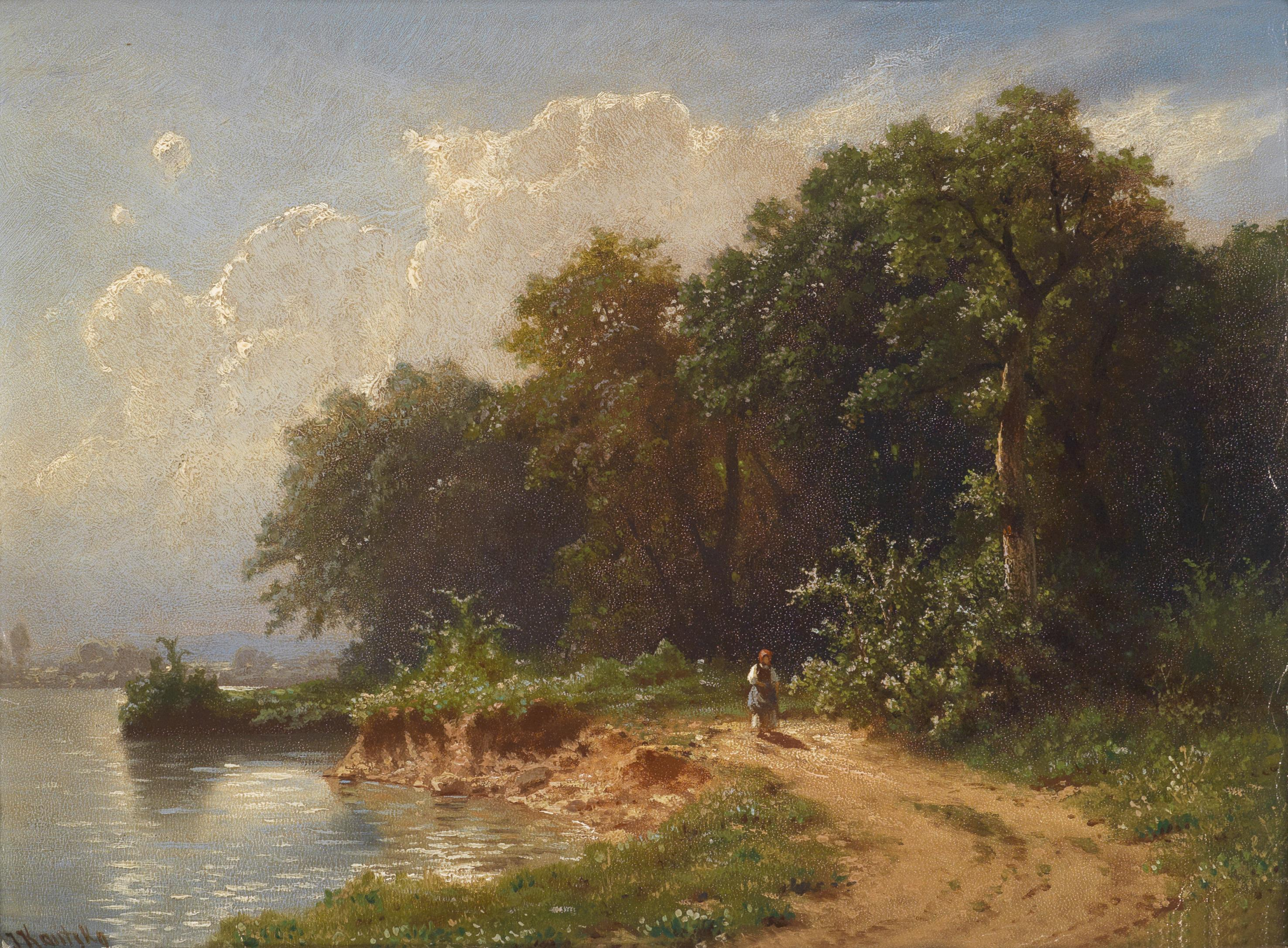
Idylle am Seeufer, signiert J. Kautsky, 1896

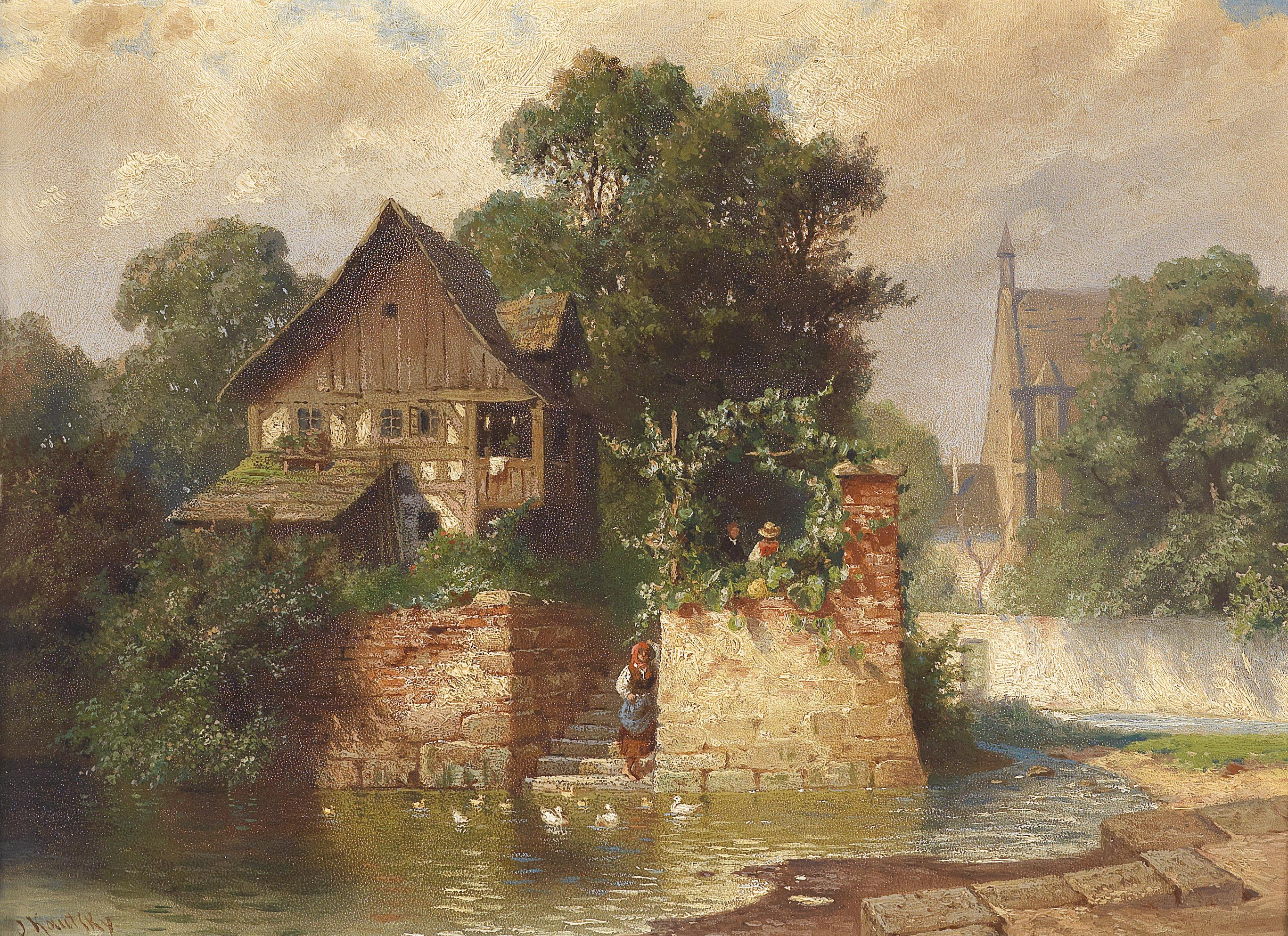
Idylle am Stadtgraben, signiert J. Kautsky, 1864

Johann Kautsky, eigentlich Jan Václav Kautský (* 14. September 1827 Prag; † 2. September 1896 in Sankt Gilgen; vollständiger Name: Johann Baptist Wenzel Kautsky) war ein böhmischer Bühnenbild- und Landschaftsmaler. Er war als Mitinhaber des Ateliers für Theaterdekorationsmalerei „Brioschi, Burghart und Kautsky“ vorwiegend in Wien tätig.

## Leben
Kautsky studierte von 1844 bis 1850 an der Prager Akademie für bildende Künste zuerst bei Christian Ruben figurative Malerei und ab 1847 in der Klasse von Max Haushofer Landschaftsmalerei. Im Jahr 1850 studierte er in Düsseldorf bei Johann Wilhelm Schirmer. Von 1850 bis 1852 war er Mitglied des Düsseldorfer Künstlervereins Malkasten.
In der Folge betätigte sich Kautsky als Theaterdekorationsmaler in Prag. 1854 heiratete er die Schauspielerin und Schriftstellerin Minna Jaich, Tochter des Dekorationsmaler Peter Anton Jaich. Sie hatten eine Tochter und drei Söhne: Karl Kautsky (1854–1938), Fritz Kautsky (1857–1936) und Hans Joseph Wilhelm Kautsky (1864–1937). Letzterer hatte wiederum drei Söhne, darunter den Chemiker Hans Kautsky (1891–1966) und den Bühnenbildner Robert Kautsky (1895–1963).
1863 wurde Johann Kautsky als Dekorationsmaler an die Wiener Hofoper berufen. 1864 beteiligte er sich als Miteigentümer am erfolgreichen Atelier des Theatermalers Carlo Brioschi. Ein paar Jahre später wurde das Atelier mit dem Wiener Hofmaler Hermann Burghart um einen dritten Teilhaber erweitert. Das Unternehmen war in der Folge unter dem Namen „Brioschi, Burghart und Kautsky, k.u.k. Hoftheatermaler in Wien“ tätig und beschäftigte neben Dutzenden von Arbeitern wie Tischler, Schlosser, Mechaniker und Sachbearbeiter  auch zahlreiche Maler wie Georg Janny, Konrad Petrides, Leopold Rothaug, Ferdinand Brunner, Alfons Mucha und Anton Paul Heilmann. Das Atelier erhielt Aufträge im In- und Ausland und belieferte u. a. Häuser in Deutschland, Tschechien, England und Amerika (Metropolitan Opera). Das Atelier war unter anderem für die Bühnenbilder der Wiener Erstaufführung von Tristan und Isolde verantwortlich.
Nach dem Rückzug aus der aktiven Leitung von Brioschi und Burghart führte Johann Kautsky die Firma unter ihrem ursprünglichen Namen weiter bis zu seinem Ruhestand im Jahr 1892. In diesem Jahr zahlte Kautsky seine Mitinhaber aus und übergab die Firma seinen beiden Söhnen Hans Joseph Wilhelm Kautsky und Fritz Kautsky. Diese führten die Firma zusammen mit dem italienischen Maler Francesco Rottonara (1848–1938) unter dem Namen „Kautskys Söhne und Rottonara“ noch einige Jahrzehnte weiter.

## Ausstellungen (Auswahl)
- 1872: Jahresausstellung Künstlerhaus Wien
- 1888: Jubiläumsausstellung Künstlerhaus Wien
- 1890: Jahresausstellung Künstlerhaus Wien
- 1892: Dezember-Ausstellung Künstlerhaus Wien
- 1894: Dezember-Ausstellung Künstlerhaus Wien